# 延安西路 (上海)
延安西路是中国上海市的一条交通干道，主要位于长宁区，东西走向，东到华山路，西到虹桥国际机场。

## 历史
与延安东路、延安中路在历史上曾为两租界界限不同，延安西路是公共租界控制的越界築路道路。1910年，上海公共租界工部局填柴兴浜筑长浜路，自忆定盘路（今江苏路）迤东接静安寺南的长浜路（今延安中路），即今延安西路东段，同年又在公共租界以西越界筑路，1922年定名为大西路（Great Western Road），至虹桥路止。20世纪90年代，新辟虹桥路～沪青平公路段。

## 历史建筑
1. 延安西路54號 嘉道理爵士公馆（Kadoorie's House）今中国福利会少年宮
2. 宏恩医院
3. 达华公寓
4. 哥伦比亚总会

## 现况
延安路已成为上海市内其中一条主要道路。
延安路上面则建设了双向6车道的延安高架路，连接市内高速公路。延安路高架西段由内环线高架起，西行经过虹桥及古北开发区，连接虹桥国际机场，全长6.2公里，于1995年-1996年建成，共有8个出入口，在虹桥机场亦建有专用出入口。

## 轨道交通
上海地铁3号线、4号线设有延安西路站；14号线静安寺站在延安西路华山路口设有出入口；15号线红宝石路站在延安西路古北路口设有出入口。

## 交会道路（东向西）
- 华山路
- 乌鲁木齐北路
- 南京西路
- 镇宁路
- 曹家堰路
- 江苏路
- 昭化东路
- 武夷路
- 番禺路
- 定西路
- 种德桥路
- 法华镇路
- 凯旋路
- 天山路
- 中山西路
- 新华路
- 仙霞路
- 伊犁路
- 遵义南路
- 娄山关路
- 虹桥路
- 古北路
- 水城南路
- 虹许路
- 虹梅路
- 剑河路、虹中路
- 程家桥路
- 虹井路
- 沪青平公路（南支线）
- 虹桥路、迎宾三路、外环线（北支线）